# Ивасаки, Таку
Таку Ивасаки (яп. 岩崎 琢 Ивасаки Таку, род. 21 января 1968) — японский композитор и аранжировщик, известный в основном своей джазоподобной музыкой к аниме и видеоиграм. Выпускник Токийского университета искусств; во время обучения получил Приз молодого композитора (яп. 新人賞 Синдзинсё:) от Японского Общества Современной Музыки (яп. 日本現代音楽協会 Нихон гэндай онгаку кё:кай). Постоянно проживает в Токио. 2 апреля 2008 года выпустил сборник своих лучших композиций «Selfconsciousness».

## Основные работы
| - «The Irresponsible Captain Tylor» (OVA; 1995, 1996) - «Now and Then, Here and There» (1999) - «Rurouni Kenshin: Tsuioku Hen» (1999) - «R.O.D -Read or Die- OVA» (2001) - «Witch Hunter Robin» (2001) - «The SoulTaker» (2001) - «Sadamitsu the Destroyer» (2001) - «Rurouni Kenshin: Seisou Hen» (2001) - «Go! Go! Itsutsugo Land» (2001) - «GetBackers» (2002) - «Yokohama Kaidashi Kikou» (2002) - «R.O.D the TV» (2003) - «Yakitate!! Japan» (2004) - «Black Cat» (2005) - «Angel Heart» (2005) - «Binchou-tan» (2006) - «Oban Star-Racers» (2006) - «Kekkaishi» (2006) - «009-1» (2006) - «Гуррен-Лаганн» (2007) - «Persona -trinity soul-» (2008) - «Soul Eater» (2008) - «Kuroshitsuji» (2009) - «Katanagatari» (2010) - «C» (2011) - «Kamisama no Memo-chou» (2011) - «Ben-To» (2011) - «Jormungand» (2012) - «JoJo's Bizarre Adventure: Battle Tendency» (2012) - «Gatchaman Crowds» (2013) - «Noragami» (2014) - «Mahouka Koukou no Rettousei» (2014) - «Akame ga Kill!» (2014) - «Magic Kaito 1412» (2014) - «Bungou Stray Dogs» (2016) - «Qualidea Code» (2016) | - «Origin: Spirits of the Past» (2006) - «Bungou Stray Dogs: Dead Apple» (2018) - Aerobiz (1992) - Taikou Risshiden 2 (1995) - Ai Cho Aniki (1997) - Uncharted Waters Online (2004) - Muv-Luv (2006) - Onimusha |